# Moreton Island National Park
Moreton Island National Park är en park i Australien. Den ligger i delstaten Queensland, omkring 51 kilometer nordost om delstatshuvudstaden Brisbane. Den ligger på ön Moreton Island.
Trakten är glest befolkad.
Genomsnittlig årsnederbörd är 1 434 millimeter. Den regnigaste månaden är januari, med i genomsnitt 283 mm nederbörd, och den torraste är oktober, med 22 mm nederbörd.